# Lijst van voetbalinterlands Canada - IJsland
Deze lijst van voetbalinterlands is een overzicht van alle officiële voetbalwedstrijden tussen de nationale teams van Canada en IJsland. De landen speelden tot op heden vier keer tegen elkaar. De eerste ontmoeting was een vriendschappelijke wedstrijd op 22 augustus 2007 in Reykjavik. Het laatste duel, eveneens een vriendschappelijke wedstrijd, vond plaats op 16 januari 2020 in Irvine (Verenigde Staten).

## Wedstrijden
| № | Plaats    | Datum            | Competitie        | Wedstrijd        | Uitslag |
| - | --------- | ---------------- | ----------------- | ---------------- | ------- |
| 1 | Reykjavik | 22 augustus 2007 | Vriendschappelijk | IJsland – Canada | 1 – 1   |
| 2 | Orlando   | 16 januari 2015  | Vriendschappelijk | Canada − IJsland | 1 − 2   |
| 3 | Orlando   | 19 januari 2015  | Vriendschappelijk | Canada − IJsland | 1 − 1   |
| 4 | Irvine    | 16 januari 2020  | Vriendschappelijk | IJsland − Canada | 1 − 0   |

## Samenvatting
| Competitie        | Totaal gespeeld | Winst Canada | Gelijk | Winst IJsland | Doelsaldo Canada – IJsland |
| ----------------- | --------------- | ------------ | ------ | ------------- | -------------------------- |
| Vriendschappelijk | 4               | 0            | 2      | 2             | 3 − 5                      |
| Totaal            | 4               | 0            | 2      | 2             | 3 − 5                      |

Wedstrijden bepaald door strafschoppen worden, in lijn met de FIFA, als een gelijkspel gerekend.

## Details

### Eerste ontmoeting
| Vriendschappelijk (Reykjavik, IJsland, 22 augustus 2007): |              | |
| IJsland | 1 – 1        | Canada |
| Ragnar Sigurðsson 62' | goals        | 75' Olivier Occéan |
| Eyjólfur Sverrisson | bondscoach   | Dale Mitchell |
| Daði Lárusson 46' Grétar Steinsson Ívar Ingimarsson 84' Ragnar Sigurðsson Hermann Hreiðarsson 63' Kári Árnason Brynjar Gunnarsson 68' Joey Guðjónsson Gunnar Þorvaldsson 79' Emil Hallfreðsson 84' Baldur Aðalsteinsson | opstellingen | Pat Onstad Mike Klukowski Daniel Imhof Andre Hainault Paul Stalteri Julian de Guzman Patrice Bernier 60' Iain Hume 72' Tomasz Radzinski Issey Nakajima-Farran Ali Gerba |
| Fjalar Þorgeirsson 46' Hjálmar Jónsson 63' Helgi Sigurðsson 68' Davíð Viðarsson 79' Kristján Sigurðsson 84' Veigar Gunnarsson 84'                                                                                       | wissels      | 60' Olivier Occéan 72' Nik Ledgerwood |
| Fjalar Þorgeirsson ??' Ragnar Sigurðsson 62' | gele kaarten | 63' Patrice Bernier 90+1' Julian de Guzman |
| - Debuut van Ragnar Sigurðsson (IFK Göteborg) en Davíð Viðarsson (FH Hafnarfjörður) voor IJsland. |              | |

### Tweede ontmoeting
| Vriendschappelijk (Orlando, Verenigde Staten, 16 januari 2015):                                                                     |       |                                                    |
| Canada | 1 – 2 | IJsland                                            |
| Dwayne De Rosario 70' | goals | 6' Kristinn Steindorsson 42' Matthías Vilhjálmsson |
| - Debuut van Kristinn Steindorsson (Colombus Crew), Hólmbert Fridjonsson (Brøndby IF) en Ólafur Finsen (UMF Stjarnan) voor IJsland. |       |                                                    |

### Derde ontmoeting
| Vriendschappelijk (Orlando, Verenigde Staten, 19 januari 2015): |              | |
| Canada | 1 – 1        | IJsland |
| Dwayne De Rosario 30' | goals        | 65' Hólmbert Fridjonsson |
| Benito Floro | bondscoach   | Lars Lagerbäck en Heimir Hallgrímsson |
| Kyriakos Stamatopoulos Nana Attakora Dejan Jakovic Adam Straith Karl William Ouimette Manjrekar James 68' Julian De Guzman 75' Dwayne De Rosario 58' Issey Nakajima Farran 76' Samuel Piette 85' Maxine Tissot 61' | opstellingen | Ogmundur Kristinsson Hallgrimur Jonasson Jón Fjóluson Haukur Hauksson Hördur Árnason 46' Rurik Gislason 46' Rúnar Sigurjónsson 72' Guðmundur Thórarinsson Hólmbert Fridjonsson 61' Þórarinn Valdimarsson 46' Jón Böðvarsson |
| Patrice Bernier 61' Iain Hume 58' Russell Teibert 68' Chris Mannella 75' Ashtone Morgan 76' Daniel Stanese 85' | wissels      | 46' Victor Pálsson 46' Elías Már Ómarsson 46' Matthías Vilhjálmsson 61' Ólafur Finsen 72' Björn Daníel Sverrisson |
| Manjrekar James 24' Nana Attakora 31' Karl William Ouimette 76' | gele kaarten | 31' Rúrik Gíslason |
| - Debuut van Haukur Hauksson (AIK Solna) en Hördur Árnason (UMF Stjarnan) voor IJsland. |              | |